# كنوت جاكوبسن
كنوت جاكوبسن هو مصرفي وسياسي نرويجي، ولد في 11 نوفمبر 1885. حزبياً، نشط في حزب المحافظين. وقد انتخب عضو برلمان النرويج ‏.